# Kurtyzowanie
Kurtyzowanie (ang. docking) – zabieg usunięcia części zwierzęcego ogona, najczęściej w małej odległości od jego nasady. Niekiedy używa się tego terminu w kontekście przycinania uszu, lecz w tym przypadku częściej stosowanym terminem jest kopiowanie.
Zabieg kurtyzowania stosowany jest u zwierząt gospodarskich w celu ograniczenia zachowań kanibalistycznych w hodowli przemysłowej. Zachowania te są najczęściej wynikiem frustracji zwierzęcia, związanej z brakiem możliwości przejawiania naturalnych zachowań jak np. eksploracja otoczenia. Aby zapobiegać zachowaniom destrukcyjnym zaleca się jednak obecnie stosowanie materiałów wzbogacających środowisko, które stymulują większość zachowań związanych z poszukiwaniem i badaniem otoczenia.

## Stan prawny w Polsce
Zgodnie z § 23 rozporządzenia Ministra Rolnictwa i Rozwoju Wsi z dnia 15 lutego 2010 r., zabieg obcinania ogona u prosiąt nie może być przeprowadzany rutynowo. Przed jego wykonaniem należy podjąć środki zapobiegające okaleczeniu świń, w szczególności zmieniając warunki ich utrzymywania. 
Podobny zabieg stosuje się również u psów, jednak w ich przypadku przyjęło się go nazywać kopiowaniem ogona. W związku z uchwaloną w 2011 r. przez Sejm RP nowelizacją Ustawy o Ochronie Zwierząt, wszelkie zabiegi mające na celu zmianę wyglądu zwierzęcia i wykonywane w celu innym niż ratowanie jego zdrowia lub życia, a w szczególności przycinanie psom uszu i ogonów (kopiowanie) jest klasyfikowane jako znęcanie się nad zwierzętami i zagrożone karą pozbawienia wolności do lat 3.